# ویلیام الکساندر (لرد استرلینگ)
ویلیام الکساندر (William Alexander)، همچنین معروف به لرد استرلینگ (Lord Stirling) (زادهٔ ۱۷۲۶ – درگذشتهٔ ۱۵ ژانویه ۱۷۸۳)، سرلشکر آمریکایی اسکاتلندی-تبار در جریان جنگ انقلاب آمریکا بود. وی از طریق نسب اسکاتلندی خود (بازمانده ارشد مرد از پدربزرگ پدری نخستین ارلِ استرلینگ که در ۱۶۴۰ میلادی درگذشت)، وارث مرد عنوان اسکاتلندی ارلِ استرلینگ بود و پس از سال ۱۷۵۶ میلادی طالب این عنوان شد. ادعای وی در نخست در ۱۷۵۹ میلادی توسط دادگاه اسکاتلندی پذیرفته شد؛ اما، مجلس اعیان در نهایت رأی دادگاه اسکاتلندی را ملغی اعلام نموده و این عنوان را در ۱۷۶۲ میلادی نپذیرفت. علی‌رغم این موارد، وی همواره خود را «لرد استرلینگ» معرفی می‌کرد.
لرد استرلینگ فرماندهی یک تیپ در نبرد لانگ آیلند را برعهده داشت، اقدامات جناح عقبی ارتش وی منتج به اسیر شدن وی شد اما در عین حال باعث شد تا نیروهای ژنرال جورج واشینگتن فرار کند. استرلینگ چندی بعد از طریق یک مبادله اسیران جنگی آزاد گردیده و یک ترفیع دریافت کرد؛ وی همواره باافتخار در کل جنگ خدمت کرد. وی مورد اعتماد واشینگتن قرار داشت و در ۱۷۷۸ میلادی کانوی کابال را افشا کرد.

## اوایل زندگی
ویلیام در ۱۷۲۶ میلادی در شهر نیویورک که در آن زمان مربوط به استان نیویورک و بخشی از آمریکای بریتانیایی بود، زادهٔ شد. او پسر وکیل جیمز الکساندر و تاجر مری اسپرات پرووست الکساندر بود. سناتور جان روتهرفورد (۱۷۶۰–۱۸۴۰) خواهرزاده وی بود.
او یک مرد تحصیل کرده، باهمت و متخصص در ریاضیات و اخترشناسی بود، اما به تجارت مادر خود مری الکساندر پیوست، مادر وی بیوه دیوید پرووست بود که پس از مرگش تجارتش را به همسرش به ارث ماند.

### ارلدوم استرلینگ
ارلدوم استرلینگ در میان جامعه اشرافی اسکاتلند پس از مرگ هنری الکساندر، پنجمین ارل استرلینگ، مشهور و مجزا شد. پدر ویلیام الکساندر، جیمز الکساندر پس از شرکت در قیام جیکوبایت در ۱۷۱۶ میلادی از اسکاتلند فرار نموده و دیگر مدعی این عنوان اشرافی نشد. پس از مرگ پدر خود، ویلیام به‌طور رسمی ادعا نموده و یک درخواست در محکمه ثبت کرد. نسبت وی به ارل پنجم از طریق وراثت دارنده عنوان اشرافی نبود، بلکه از طریق وراثت مرد ارشد بود. از اینرو، وی نمی‌توانست ادعای داشتن عنوانی را نماید که آن عنوان را تنها از طریق بازماندگان مرد ارل یکم به‌دست آورده‌است. با این وجود، میراث از طریق نسبت خونی نیز مورد پرسش قرار داشت. این دعوای حقوقی با اتفاق آرای دوازده هیئت منصفه دادگاه اسکاتلندی در ۱۷۵۹ میلادی به نفع وی فیصله یافته و ویلیام عنوان مورد مناقشه ارل استرلینگ را به‌دست‌آورد. این مسئله معلوم نیست که آیا این قضیه به‌خاطر یک پاسخ نامناسب از سوی لرد لیون کینگ آرمز در رابطه با مقام اشرافی به دادگاه رفته‌است یا خیر.
نظر حقوقی این بود که این یک مشکل «وارث اسکاتلندی» است و حقوق مرتبط با عنوان نیز حل گردید. این مسئله ممکن بود یک دعوای حقوقی مرتبط با عنوان اشرافی باشد که هیچ مخالفت یا تردیدی در آن وجود نداشته باشد، اما در اینجا مسئلهٔ وجود داشت. دو حامی، آرچی‌بالد کمپ‌بیل، دوک سوم آرگیل و جوان استوارد، ارل سوم بیوت، از طریق نمایندگان خود ویلیام الکساندر را تشویق نمودند تا این عنوان را مدعی شود. هدف به‌دست آوردن مالکیت زمین‌های فراوان در آمریکا بود که دارنده این عنوان از آن لذت می‌برد. اگر ویلیام موفق می‌شد، دو حامی مالی وی پول و زمین دریافت می‌کردند. با داشتن این مسئله در ذهن، ویلیام تصمیم گرفت تا به مجلس اعیان دادخواست دهد. یک دوست و متخصص حرفه‌ای در اسکاتلند به‌نام اندرو استوار ت به ویلیام نامه‌ای نوشته و به وی توصیه نمود تا به مجلس اعیان دادخواست ندهد. وی احساس می‌کرد که حقوق اشرافی مسلم مستلزم این بود که ویلیام این عنوان خود را همانند دیگران مدعی می‌شد. نظر وی این بود که دیگران نیز ادعاهای مشابهی را به عنوان می‌داشته باشند و با ویلیام مخالفتی صورت نمی‌گیرد. این ممکن است که ویلیام ممکن است نخواهد جرمی را انجام دهد یا اینکه مجرم شناخته شود، اما اگر ادعای وی در مجلس اعیان پیش برده شود، این کار برای همیشه قانونی خواهد شد. یک مشکل به اثبات رساندن ادعای وی در دادگاه بود، دو مرد کهنسال برای شهادت دادن اینکه ویلیام در واقع از طریق عموی خود جان الکساندر، از نوادگان ارل اول بود، به دادگاه فراخوانده شدند. این کار ممکن است در دادگاه اسکاتلندی قانع‌کننده باشد، اما در انگلستان بدون شک مبهم پنداشته خواهد شد.
او ثروت بزرگی از پدرش به ارث برد، در کارهای استخراج معدن و زراعت دخیل شد و یک زندگی را که پر از خصیصه‌های یک لرد اسکاتلندی بود، زندگی کرد. این سبک زندگی خیلی گران‌قیمت بود و او در نهایت برای تأمین مخارج خود بدهکار شد. وی ساخت عمارت بزرگ خود را در منطقه بسکینگ ریج شهرک برناردز، نیوجرسی آغاز نموده و پس از تکمیل شدن آن، خانه خود در نیویورک را به فروش رساند و به آنجا نقل مکان کرد. جورج واشینگتن در جریان انقلاب در چندین مراسم در این خانه وی مهمان بود و در عروسی دختر الکساندر مراسم خداحافظی را با او به‌جا آورد. انجمن سلطنتی هنر در ۱۷۶۷ میلادی به الکساندر مدال طلا اعطاء نمود، چون وی چالش این انجمن برای تأسیس زراعت انگور و تاکستان در مستعمرات شمالی آمریکا را با کاشت ۲٬۱۰۰ تاک انگور (V. vinifera) در ایالت خود نیوجرسی، پذیرفته بود. الکساندر در ۱۷۷۰ میلادی به عنوان عضو مجمع فیلسوفان آمریکا انتخاب گردید.

## جنگ انقلاب آمریکا
زمانی که جنگ انقلاب آمریکا آغاز شد، استرلینگ به عنوان سرهنگ در شبه‌نظامیان استعماری نیوجرسی خدمت می‌کرد. چون وی یک فرد ثروتمند بود و این اراده را داشت تا پول شخصی خود را در راستای آرمان میهن‌دوستی هزینه کند، وی واحد خود را به‌نام هنگ یکم نیوجرسی به مصارف شخصی‌اش تأسیس کرد. وی در اوایل انقلاب، با رهبری یک گروه داوطلبان و دستگیری یک ترابری دریایی مسلح بریتانیایی، جایگاه خود را برجسته ساخت.
کنگره قاره‌ای دوم در مارس ۱۷۷۶ وی را به عنوان سرتیپ در ارتش قاره‌ای گماشت.

### اسیر جنگی
استرلینگ در ماه اوت همان سال در نبرد لانگ آیلند، یک تیپ از یگان سالیوان را فرماندهی می‌کرد. او در مقابل حملات مکرر از سوی نیروهای مجهز تر ارتش بریتانیا تحت رهبری ژنرال جیمز گرانت در اولد استون هاوس در نزدیکی گوانوس کریک مقاومت نموده و تلفات سنگین را متقبل شد. نیروهای کت‌قرمز یک حمله دیگر از جناح‌های دور انجام داده و با گذر از طریق گذرگاه کمتر-محافظت شده جامایکا، یکی از مجموعه ورودی‌های پایینی از طریق رشته کوه‌های که از سمت شرق به غرب امتداد داشته و از مرکز لانگ آیلند می‌گذرد، به سمت شرق پیشروی نمودند و از جناح چپ با نیروهای میهن‌دوست درگیر شدند. استرلینگ به تیپ خود دستور داد تا عقب‌نشینی نماید و خودش همراه با هنگ یکم مریلند به عنوان پسر قراول برای محافظت از آنها قرار گرفت. هرچند تعداد وی در مقابل دشمن بسیار اندک بود، اما او یک ضد حمله انجام داده و در نهایت توانست افراد خود را قبل از اینکه مورد حمله قرار گیرند، پراکنده نماید. خود استرلینگ اسیر گرفته شد، اما وی به حد کافی نیروهای بریتانیایی را مشغول نگه داشته بود تا بدنه اصلی ارتش واشینگتن به موضع‌های دفاعی در بلندی‌های بروکلین در امتداد خط ساحلی رودخانه ایست فرار نمایند. بعدتر با تحت پوشش یک مه معجزه‌آسا که تمامی رودخانه را پوشانده بود، واشینگتن توانست توسط قایق‌های ته‌پهن بقیه نیروها و تجهیزات خود را به جزیره منهتن عبور داده و از آنجا به شهر نیویورک انتقال دهد.
استرلینگ به‌خاطر کارهای که در لانگ آیلند انجام داد از سوی یک روزنامه به عنوان «شجاع‌ترین مرد در آمریکا» خوانده شد و همچنین از سوی هم واشینگتن و هم نیروهای بریتانیایی به‌خاطر شجاعت و نترسی‌اش مورد تحسین قرار گرفت. بعدها یک مناره یادبود از وی در مکان رزمایش جنگی و عقب‌نشینی قوا تأسیس گردیده و مالکیت این قطعه زمین در نزدیکی پراسپکت پارک، به عنوان قطعه زمین مقدس از «خون ریخته شده در خاک مریلند»، به ایالت مریلند داده شد.

### موازنه جنگ
استرلینگ در یک تبادل اسیران جنگی در مقابل فرماندار مونتفورت براون از زندان آزاد گردیده و به درجه نظامی سرلشکر ترفیع داده شود، او در نهایت به یکی از تواناترین و مورد اعتمادترین ژنرالان جورج واشینگتن مبدل شد. واشینگتن به حدی به او ارج می‌گذاشت که زمانی که خود وی برای ملاقات با کنگره قاره‌ای در ۲۱ دسامبر ۱۷۷۸ به فیلادلفیا رفت و دوباره در ۵ فوریه ۱۷۷۹ میلادی بازگشت نمود، برای مدت دو ماه استرلینگ را در جریان اردوگاه‌سازی دوم میدلبروک به جای خود فرمانده ارتش قاره‌ای تعیین نموده و مقر آن را در نزدیکی وان هورن هاوس قرار داد.
در طول جنگ، استرلینگ معمولاً پس از ژنرال واشینگتن سومین یا چهارمین ژنرال بلند رتبه محسوب می‌گردید. وی در نبرد ترنتون که در ۲۶ دسامبر ۱۷۷۶ به وقوع پیوست، هنگ نیروهای آلمانی هسیان را تسلیم گرفت. در ۲۶ ژوئن ۱۷۷۷، وی برخلاف دستورها واشینگتن، در متوچن منتظر حمله ماند. موضع وی افشا شده و لشکر وی مغلوب گردید و در نتیجه دو تفنگ و یک صد و پنجاه مرد را در نبرد شارت هیلز از دست داد. نبردهای بعدی وی در براندی‌واین و جرمن‌تاون در پنسیلوانیا، در جریان پیکار برای دفاع از پایتخت میهن‌دوستی فیلادلفیا و مونماوت در نیوجرسی، شهرت وی به شجاعت و داوری تاکتیکی بی‌نقص را به مراتب مستحکم تر ساخت.
استرلینگ همچنین نقش بزرگی در افشاسازی کانوی کابال داشت، گروهی از افسران برکنار شده ارتش قاره‌ای که می‌خواستند واشینگتن را فرماندهی کل قوا دور نموده و ژنرال هوراتیو گیتس را جایگزین او نمایند. براساس یادداشت یک نویسنده، «لرد استرلینگ هیچگاه دورهمی‌های کسل‌کننده برگزار نمی‌کرد. نهارهای وی افشرده‌ای از نیاگارا بود. عشق و او به بطری زبانزد بود..» یکی از دستیارهای گیتس به‌نام جیمز ویلکینسون در مقر فرماندهی استرلینگ در ریدنگ، پنسیلوانیا توقف کرد و به‌خاطر اینکه باران می‌بارید، برای نهار نزد استرلینگ ماند. ویلکینسون مست شد و به تکرار کردن نقدهای واشینگتن که از دیگر افسران شنیده بود آغاز کرد. در نهایت او ادعا کرد که نامه‌ای از توماس کانوی به گیتس را خوانده است که در آن نوشته بود، «آسمان تصمیم گرفته است تا کشور تو را نجات دهد یا اینکه یک ژنرال ضعیف و مشاوران بد آن را به تباهی خواهند کشاند». استرلینگ وفادار، روز بعد نامه‌ای به واشینگتن نوشته و آنچه ویلکینسون گفته بود را تکرار کرد. واشینگتن به نوبه خود نامه‌ای به کانوی نوشته و آنچه را استرلینگ نوشته بود، تکرار کرد. پس از افشا شدن، گروهک توطئه از هم پاشید. کانوی از اینکه هرگز چنین یادداشتی نوشته باشد را رد کرد، ویلکینسون استرلینگ را دروغگو خواند و گیتس بیانیه‌های ایراد نمود که خودش را گناهکار جلوه داد.
در نبرد مونماوت در ۲۸ ژوئن ۱۷۷۸، استرلینگ جناح چپ نیروهای آمریکایی را فرماندهی می‌کرد. این جناح مشتمل بود بر تیپ‌های یکم (۴۲۹)، دوم (۴۸۷) و سوم (۴۳۸) پنسیلوانیا و تیپ‌های جان گلور (۶۳۶)، ابینزر لیرند (۳۷۳) و جان پاترسون (۴۸۵) ماساچوست. او با تعیین نمودن مکان مشخص برای آتشبارهای خود یک داوری تاکتیکی از خود به نمایش گذاشته و در تلاشی برای تغییر دادن جناح خود، ضربه سنگینی به دشمن وارد و آنها را دفع کرد. در جریان اردوگاه سازی در زمستان ویرانگر در والی فورج، واقع در شمال غرب فیلادلفیای تحت کنترل بریتانیا، مقرهای نظامی وی حفظ شدند. در ژانویه ۱۷۸۰، او یک شبیخون غیرموثر را علیه جزیره استتن در کرانه غربی خلیج نیویورک انجام داد.